# Умберто Роберто
Умбе́рто Робе́рто (итал. Umberto Roberto, р. 1969 г.) — итальянский историк.

## Биография
Умберто Роберто родился 7 октября 1969 в Риме. Он написал книги об истории древнего Рима, которые были переведены на другие языки.
Он профессор в европейском университете Рима, и он много раз участвовал в передачах на итальянском телевидении.

## Произведение

### Книги
- Le Chronographiae di Sesto Giulio Africano: storiografia, politica e cristianesimo nell’età dei Severi, Soveria Mannelli, Rubbettino, 2011
- Roma capta: il sacco della città dai Galli ai Lanzichenecchi, Roma-Bari, Laterza, 2012
- Diocleziano, Roma, Salerno, 2014
- Il nemico indomabile: Roma contro i Germani, Roma-Bari, Laterza, 2018
- Il secolo dei Vandali: storia di un’integrazione fallita, Palermo, 21 editore, 2020